# Cruises With Kathleen
Cruises With Kathleen (lit. Cruzeiros com Kathleen) é uma obra de Donald Hamilton inclusa na série Matt Helm em 1980.